# Panthera leo vereshchagini
Leul de peșteră est-siberian (Panthera leo vereshchagini) este o specie dispărută din perioada Pleistocenului.

## Răspândire
Leul de Peșteră est-siberian trăia în:
- Iakutia (Rusia)
- Alaska (SUA)
- Yukon (Canada)